# Nueva Independencia, Jiquipilas
Nueva Independencia är en ort i Mexiko.   Den ligger i kommunen Jiquipilas och delstaten Chiapas, i den sydöstra delen av landet, 700 km sydost om huvudstaden Mexico City. Nueva Independencia ligger 607 meter över havet och antalet invånare är 450.
Terrängen runt Nueva Independencia är kuperad norrut, men söderut är den platt. Runt Nueva Independencia är det ganska glesbefolkat, med 30 invånare per kvadratkilometer. Närmaste större samhälle är José María Pino Suárez, 6,7 km nordost om Nueva Independencia. Omgivningarna runt Nueva Independencia är en mosaik av jordbruksmark och naturlig växtlighet.